# Orel páskovaný
Orel páskovaný (Haliaeetus leucoryphus) je druh jestřábovitého ptáka patřícího do rodu orel (Haliaeetus). Tvoří klad společně s druhy orel mořský (Haliaeetus albicilla), orel bělohlavý (Haliaeetus leucocephalus) a orel východní (Haliaeetus pelagicus). Popsal jej Peter Simon Pallas v roce 1771 a nejsou známy žádné poddruhy.

## Výskyt
Orel páskovaný má velký areál rozšíření ve střední, jižní a východní Asii. Celková populace činí asi 1000 až 2500 dospělců. Areál výskytu se táhne od Kazachstánu, jižního Ruska, Tádžikistánu, Turkmenistánu a Uzbekistánu až po Mongolsko, Čínu, Pákistán, Indii a Myanmar (Barmu). K životu dává tento druh přednost mokřadním oblastem, žije především poblíž velkých jezer a řek. Lze jej najít až do nadmořské výšky 5 000 m n. m.

## Popis
Orel páskovaný je velký druh orla, měří 72 až 84 cm, rozpětí křídel činí 185 až 215 cm. Samci váží 2 až 3,3 kg, samice jsou o něco větší, o hmotnosti 2,1 až 3,7 kg. Dosahuje o něco menší velikosti než příbuzný orel mořský, od kterého se také odlišuje delším ocasem, více vyčnívajícím krkem a tmavším zbarvením. Peří je na hřbetě tmavohnědé, s tmavším zabarvením mezi rameny, hlava s krkem mohou mít zbarvení od světlehnědé až po bílou. Ocas je černý, zaoblený, vyznačuje se výrazným bílým páskem, jenž druhu vynesl i jméno. Spodní části těla jsou hnědé. Zobák i s ozobím jsou šedé, oči žluté. Mladí jedinci jsou, až na bílé odstíny z vnitřní strany křídel, celí hnědí.
Let je pomalý.

## Chování

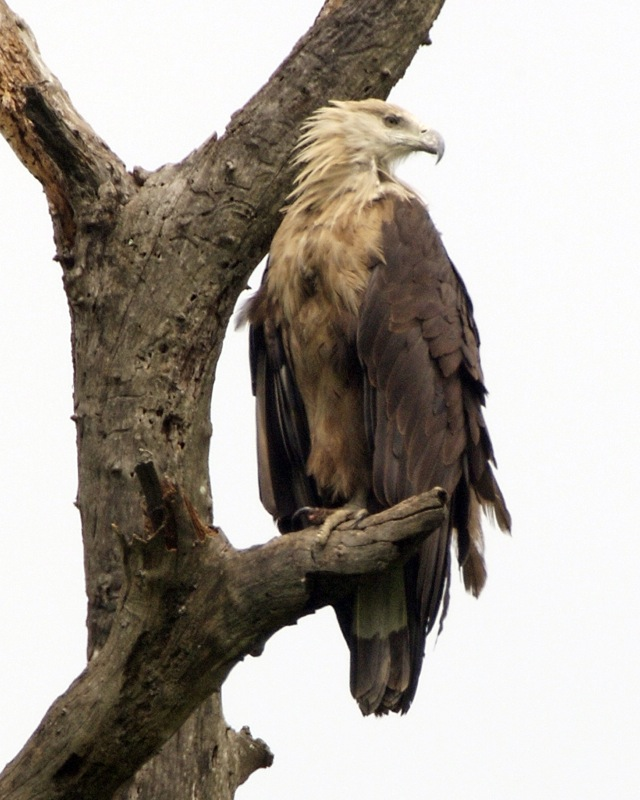
Orel páskovaný na stromě

Doba rozmnožování orla páskovaného se liší podle místa, kde se vyskytuje; zatímco na severu areálu výskytu probíhá od března do července, na jihu od října do června. Druh je monogamní, oba rodiče staví na stromech hnízdo z větví, do kterého naskládají například listy, menší větvičky nebo seno. Hnízdo je používáno i několik let a tehdy může dosahovat i značných rozměrů. Orel páskovaný se na hnízdišti ozývá hlasitými zvuky kuok-kuok-kuok, kyowkyow-kyow, kha-kha-kha-kha a gao-gao-gao-gao. Samička do připraveného hnízda naklade jedno až tři vejce, ze kterých se po inkubační době, jež činí 40 až 45 dní, vylíhnou mláďata. Nejmladší z nich obvykle zahyne, protože není schopné konkurovat svým silnějším sourozencům. Vejce inkubují oba rodiče, ale aktivnější je v tomto směru samice. Mláďata následně využívají pomoci obou rodičů, opeří se za 70 až 105 dní.

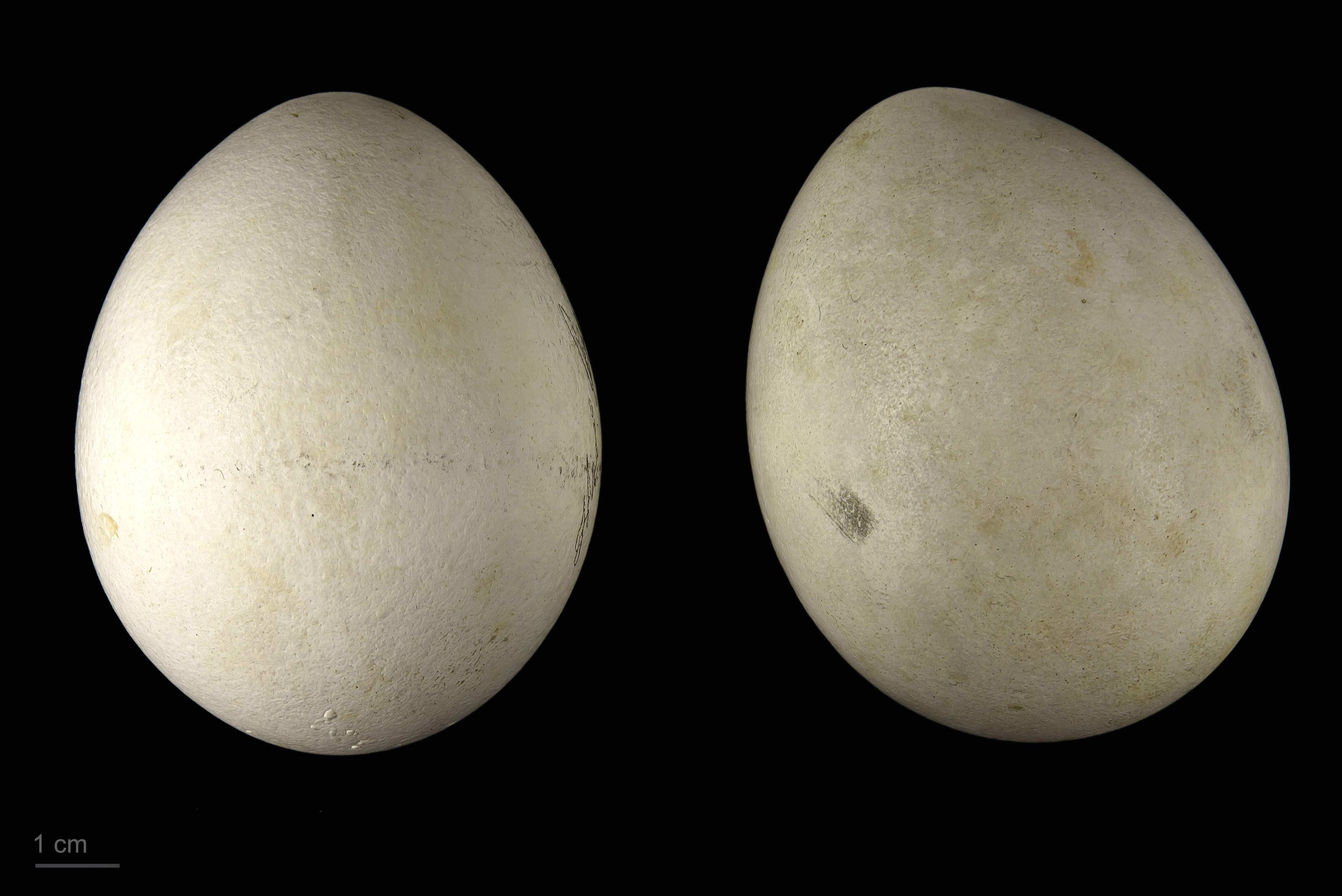
Haliaeetus leucoryphus

Druh je stěhovavý, nicméně migrační procesy jsou velmi špatně známy. Jedinci z oblastí, v nichž dochází k zámrzům vodních ploch, se mohou přesunovat jižněji. V případě některých lokalit jsou někteří ptáci rezidentní a jiní stěhovaví. Mezinárodní svaz ochrany přírody uvádí práci z roku 2017, která naznačuje rozsáhlou sezónní migraci z Indie do Mongolska a Ruska. Sledovaní ptáci byli schopni přeletu Himálaje v nadmořských výškách přes 6000 metrů.

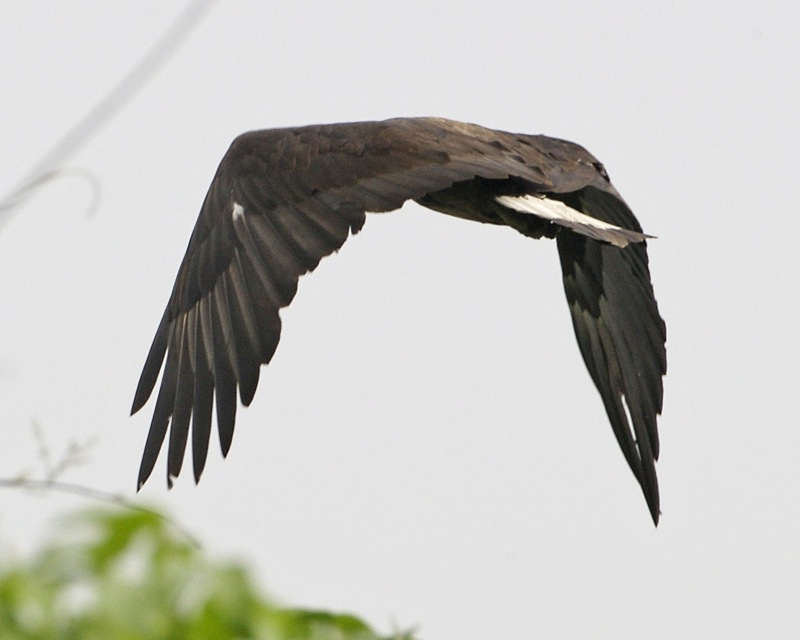
Orel páskovaný v letu

Kořistí orla páskovaného se stávají nejčastěji ryby, které loví z vodní hladiny, ale také želvy, žáby, savci či holátka ptáků, loví i vodní ptactvo. Složky potravy se mohou lišit regionálně. Orel páskovaný nepohrdne ani mršinou, někdy sebere kořist ostatním dravcům, jako je orlovec říční (Pandion haliaetus) nebo luňák brahmínský (Haliastur indus). Někdy obírá i rybáře o jejich úlovky. Může lovit v párech.

## Ohrožení
Nebezpečí pro tento druh představuje ztráta přirozeného prostředí následkem vysoušení mokřadů pro rozvoj zemědělství či lidského osídlení, stejně jako kácení velkých stromů, které orli vyžadují ke stavbě hnízd. V Indii představuje problém šíření invazivní tokozelky nadmuté (Eichhornia crassipes), kvůli níž zarůstají vodní plochy a dravcům brání v lovu ryb. Na některých místech kvůli rybolovu klesl počet ryb, čímž orli přicházejí o potravu. V Myanmaru (Barmě) pak představuje nebezpečí těžba ropy a zemního plynu. V Číně je druh místně loven.
Populace má klesající tendenci. Mezinárodní svaz ochrany přírody považuje orla páskovaného od roku 2017 za ohrožený druh, mj. i na základě nových zjištění ohledně velikosti populací. Předchozí odhady hovořily až o 10 000 dospělých jedincích, zatímco podle nových odhadů velikost celkové populace nepřekračuje 2 500 dospělců.
Orel páskovaný je zapsán na Úmluvu o mezinárodním obchodu s ohroženými druhy volně žijících živočichů a rostlin, příloha II a ve druhé příloze The Convention on the Conservation of Migratory Species (CMS). Areál výskytu se překrývá s množstvím rezervací, jako je Národní park Jima Corbetta v Indii a Národní park Čitvan v Nepálu.